# Johannes Frießner
Johannes Frießner (Chemnitz, 22 de marzo de 1892 - Bad Reichenhall, 26 de junio de 1971) fue un general alemán durante la Segunda Guerra Mundial. Se alistó en el ejército alemán en 1911 y llegó a participar en la Primera Guerra Mundial. Destacó cuando en 1944 fue nombrado comandante del Grupo de Ejércitos Sur y participó en algunas de las más importantes batallas contra el Ejército Rojo, en el Frente Oriental.

## Biografía

### Carrera militar
Nacido en Chemnitz, que entonces formaba parte del Reino de Sajonia, Friessner se unió al Ejército alemán en 1911 y, tras prestar servicio con las fuerzas alemanas durante la Primera Guerra Mundial (1914-1918), siguió prestando servicio en el Reichswehr durante la posguerra, en la República de Weimar.
Después de su ascenso a Generalmajor el 1 de agosto de 1940, se le confió durante la Segunda Guerra Mundial el mando de la 102.ª División de Infantería. Poco después de su ascenso a teniente general el 1 de octubre de 1942, Frießner sirvió como comandante del XXIII Cuerpo de infantería. En febrero de 1944, Frießner fue transferido al Frente del Norte, consiguiendo el ascenso a Generaloberst el 1 de julio y comandando muy brevemente al Grupo de Ejércitos Sur de Ucrania. Frießner fue relevado de su mando el 22 de diciembre de 1944. No se le volvió a confiar ningún ejército más durante el resto de la guerra.

### Posguerra
En 1951 fue elegido presidente del Verbund Deutsche Soldaten. Durante la década de 1950 estuvo activo en el asesoramiento sobre la remodelación del nuevo ejército alemán, el Bundeswehr. En 1956, escribió Verratene Schlachten (Batallas traicionadas), una autobiografía sobre su recorrido por el mando del Grupo de Ejércitos Sur de Ucrania.
Frießner vivió retirado en Bayerisch Gmain hasta su muerte el 26 de junio de 1971.